# Little Pine Lake
Der Little Pine Lake ist ein See im Otter Tail County bei Perham, Minnesota, Vereinigte Staaten.
Der See befindet sich nördlich von Perham. Er hat eine Fläche von 842 Hektar und eine maximale Wassertiefe von 19,2 Metern. Durch ihn fließt der Otter Tail River.
Angler können im See z. B. folgende Fischarten fangen: Schwarzer Zwergwels, Schwarzflecken-Sonnenbarsch, Kahlhecht, Katzenwels und Quappe.